# Robert Emmet

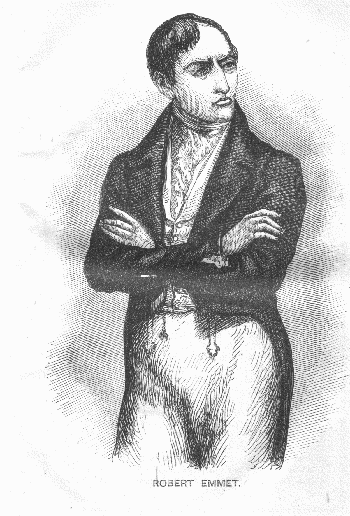
Robert Emmet

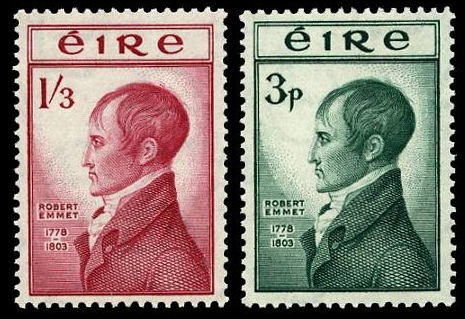
Irische Briefmarken von 1953 zum 150. Todestag Emmets

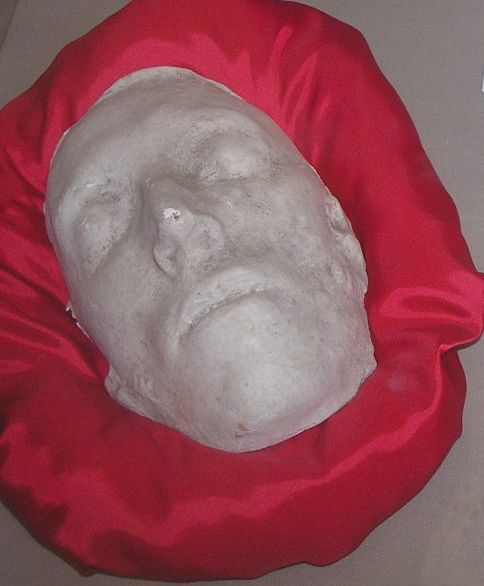
Robert Emmet, Totenmaske

Robert Emmet (irisch Roibeard Emmet oder Roibeard Eiméad, * 4. März 1778 in Dublin; † 20. September 1803 ebenda) war ein irischer Rebellenführer und republikanischer Nationalist. Er war 1803 Anführer einer erfolglosen Rebellion gegen die britische Herrschaft, wurde gefangen genommen und hingerichtet. Der Kämpfer gegen die Zwangsunion mit England hatte den Beinamen The Darling od Eirin (zugleich Titel eines ihn ehrenden Volksliedes) erhalten.
Emmet wurde in Dublin in eine wohlhabende protestantische Familie hineingeboren. Sein Vater war Arzt des Lord Lieutenant of Ireland sowie von Mitgliedern der britischen Königsfamilie bei ihren Reisen nach Irland.
Emmet besuchte das Trinity College in Dublin, brach aber sein Studium ab, als er den patriotischen United Irishmen beitrat. Nachdem die Irische Rebellion von 1798 unter Theobald Wolfe Tone im Mai desselben Jahren blutig niedergeschlagen wurde, suchte Emmet Exil in Frankreich, wo er revolutionären Gruppen in Paris beitrat.
1802, während einer kurzen Kampfpause im napoleonischen Krieg, stieß Emmet zu einer irischen Delegation, die Napoleon um Hilfe bitten wollte. Das Hilfegesuch war erfolglos, da Napoleon einen Friedensvertrag mit dem Vereinigten Königreich von Großbritannien und Irland schloss.
Als der europäische Konflikt im Mai 1803 erneut ausbrach, kehrten Emmet und andere Revolutionäre nach Irland zurück, um dort eine Rebellion anzuführen. Der Aufstand begann voreilig und schlecht organisiert am 23. Juli 1803 in Dublin mit dem erfolglosen Versuch, Dublin Castle zu erobern. Bei den folgenden Unruhen wurde der oberste irische Richter (Lord Chief Justice of Ireland) ermordet. Emmet floh und versuchte sich zu verstecken, wurde aber bereits am 25. August nahe Harold’s Cross gefangen genommen. Am 19. September wurde er wegen Landesverrats verurteilt. Nach der Urteilsverkündung hielt Emmet noch eine Ansprache – auch als „Ansprache von der Anklagebank“ (Speech from the Dock) bekannt.
Auszug:

„Lasst niemanden meine Grabinschrift vornehmen, denn niemand, der meine Motive kennt, würde es wagen sie jetzt zu rechtfertigen. […] Wenn mein Land seinen Platz inmitten der Nationen der Erde eingenommen hat, dann, und erst dann, wird meine Person Rechtfertigung erlangen. Dann kann mein Grabstein eine Inschrift erhalten. Ich bin fertig.“

Bereits einen Tag später, am 20. September, wurde das Urteil vollstreckt. Emmet wurde vom Gefängnis Kilmainham Gaol zum Platz seiner Hinrichtung, der sich gegenüber der St. Catherine’s Church in der Thomas Street befand, gebracht. Er wurde zweimal vom Henker gefragt, ob er bereit sei und antwortete beide Male mit „nein“. Bevor er ein drittes Mal antworten konnte, wurde Emmet gehängt. Doch damit war das Urteil noch nicht erfüllt. Er wurde wie seine fünfzehn Mitverschwörer abgenommen und zusätzlich enthauptet. Der Henker Thomas Galvin hielt der zusehenden Menge den Kopf hin und sagte: „Dies ist der Kopf des Verräters Robert Emmet.“
Wo die Überreste von Emmet begraben wurden, ist bis heute ungeklärt. Zahlreiche Hypothesen über den Platz seiner letzten Ruhe wurden in den letzten 200 Jahren aufgestellt, doch keine von ihnen konnte letztlich bewiesen werden.
Nach ihm ist Emmet County in Michigan benannt.